# Tatosoma semifasciata
Tatosoma semifasciata är en fjärilsart som beskrevs av Louis Beethoven Prout 1958. Tatosoma semifasciata ingår i släktet Tatosoma och familjen mätare. Inga underarter finns listade i Catalogue of Life.